# Список умерших в 831 году

## Сентябрь
- 2 сентября — Юань Чжэнь, китайский цзедуши, писатель и поэт эпохи Тан.

## Декабрь
- 26 декабря — Евфимий Сардский, митрополит Сардский, священномученик периода иконоборчества.

## Дата смерти неизвестна или требует уточнения
- Антенорео Обелерио, 9-й венецианский дож (804—809).
- Омуртаг, правитель Болгарии (814—831).
- Сюэ Тао, китайская поэтесса и куртизанка.